# Stephensoniella sterreri
Stephensoniella sterreri är en ringmaskart som först beskrevs av Lasserre och Erséus 1976.  Stephensoniella sterreri ingår i släktet Stephensoniella och familjen småringmaskar. Inga underarter finns listade i Catalogue of Life.